# 1933年度の将棋界
1933年度の将棋界（1933ねんどのしょうぎかい）では、1933年（昭和8年）4月から1934年（昭和9年）3月の将棋界に関する出来事について記述する。

## できごと

### 1933年9月
- 5日 - 大阪で「名人」（関西名人）を名乗っていた坂田三吉が大阪朝日新聞社を退社する[1][2]。

### 1933年10月
- 11日 - 大阪朝日新聞社は神田辰之助七段を盟主とする棋士団体「十一日会」を発足させる[1]。

### 1934年1月
- 1日 - 東西対抗ラジオ将棋で、木村義雄八段と神田辰之助七段の平手、香落ちの二番勝負が行われる。木村は平手で敗れ、香落ちで勝利[3]。

## 昇段・引退
| 昇段 | 棋士       | 昇段日 | 注    |
| ---- | ---------- | ------ | ----- |
| 五段 | 塚田正夫   | 1933年 | [ 4 ] |
| 五段 | 建部和歌夫 | 1933年 | [ 5 ] |
| 七段 | 斎藤銀次郎 | 1933年 |       |